# کورن (بلژیک)
شهر کورن (به فرانسوی: Kuurne) در شهرستان کورتریک در استان فلاندری غربی در منطقه فلاندری در کشور بلژیک واقع شده‌است.